# 샌프란시스코 데몬스
| 샌프란시스코 데몬스 |                              |
| 콘퍼런스            | {{{콘퍼런스}}}               |
| 디비전              | 서부 디비전                  |
| 설립연도            | 2001년                       |
| 해체연도            | 2001년                       |
| 역사                | 샌프란시스코 데몬스 (2001년) |
| 경기장              | 퍼시픽 벨 파크               |
| 연고지              | 캘리포니아주 샌프란시스코    |
| 소유주              |                              |
| 회장                |                              |
| 단장                | 마이크 프리쳐                |
| 감독                | 짐 스키퍼                    |
| 리그 우승           |                              |
| 콘퍼런스 우승       | {{{콘퍼런스 우승}}}          |
| 디비전 우승         |                              |

샌프란시스코 데몬스(San Francisco Demons)는 캘리포니아주, 샌프란시스코를 연고지로 하는 XFL 서부 디비전 소속 미식축구 팀이다. 홈 경기장은 퍼시픽 벨 파크이다.